# Haglö
Haglö este o arie protejată (arie specială de conservare — SAC, sit de importanță comunitară — SCI) din Suedia întinsă pe o suprafață de 160,6 ha, integral pe uscat.

## Localizare
Centrul sitului Haglö este situat la coordonatele 56°09′55″N 15°30′58″E / 56.1652°N 15.5162°E.

## Înființare
Situl Haglö a fost declarat sit de importanță comunitară în decembrie 1998 pentru a proteja 2 specii de animale. Situl a fost protejat și ca arie specială de conservare în martie 2011.

## Biodiversitate
Situată în ecoregiunile continentală și marină baltică, aria protejată conține 3 habitate naturale: Pășuni din zone de pădure fino-scandinave, Golfuri mici largi și golfuri puțin adânci, Pajiști fino-scandinave uscate până la mezice, bogate în specii de altitudine mică.
La baza desemnării sitului se află mai multe specii protejate de  nevertebrate (2): rădașcă (Lucanus cervus), Osmoderma eremita.